# Мачулин, Василий Викторович
Василий Викторович Мачулин (род. 7 августа 2002, Москва) — российский хоккеист, защитник.

## Биография
Занимался в московских школах «Белые медведи» (2010—2014) и «Динамо» (2014—2019). С сезона 2019/20 стал играть в МХЛ за МХК «Динамо» Москва, обладатель Кубка Харламова 2021. С сезона 2021/22 — в команде ВХЛ «Динамо» СПб. В конце 2022 года на правах аренды перешёл в клуб КХЛ «Сочи», за который дебютировал 8 декабря в гостевом матче против «Витязя» (2:6). 5 мая был обменян в «Сочи» на денежную компенсацию.